# Dystus
Dystus is een geslacht van wantsen uit de familie van de Scutelleridae (Pantserwantsen). Het geslacht werd voor het eerst wetenschappelijk beschreven door Carl Stål in 1862.

## Soorten
Het genus bevat de volgende soorten:

- Dystus puberulus Stal, 1862
- Dystus villosus Breddin, 1904